# 湖南新五丰
湖南新五丰股份有限公司（上交所：600975；简称新五丰）是湖南省一家以生猪产业经营及出口业务为主的股份制公司，位于湖南省长沙市。
新五丰自有生猪基地养殖规模年内将达到30万头，合作基地养殖规模近100万头。新五丰年出口港澳生猪38万头以上，占全国内地口岸供港、澳生猪出口量的1/5，是中国大陆最大的供港澳活畜出口商。
2001年6月26日，湖南省粮油食品进出口集团有限公司为主发起人并联合香港五丰行有限公司、澳门南光粮油食品有限公司、中国农业大学、中国农科院饲料研究所组建湖南新五丰股份有限公司成立。
2004年6月9日，湖南新五丰股份有限公司在上海证券交易所挂牌交易。